# بدر بندر
بدر بندر الشمری (انگلیسی: Badr Bander؛ زادهٔ ۶ ژانویهٔ ۱۹۹۴) یک ورزشکار است.